# Мустелові
Мустелові, або куницеві або горностаєві, або тхореві (Mustelidae) — родина ссавців ряду хижих. Є найбагатшою видами родиною хижих ссавців, містить 66 сучасних видів у 23 родах. Куницеві сформувалися приблизно 40 мільйонів років тому. До куницевих відносяться куниці, норки, видри, борсуки, тхори та подібні до них тварини. Куницеві вміють добре пристосовуватися до різних умов, тому представлені майже у всіх частинах Землі.
У фауні України родина представлена 12 видами — Mustelinae: горностай, ласиця мала, норка європейська, тхір степовий, тхір лісовий, інтродуцент візон річковий; Guloninae: куниця лісова, куниця кам'яна, регіонально вимерла росомаха; Ictonychinae: перегузня звичайна; Melinae: борсук європейський; Lutrinae: видра річкова.

## Загальний опис

##### Зовнішній вигляд

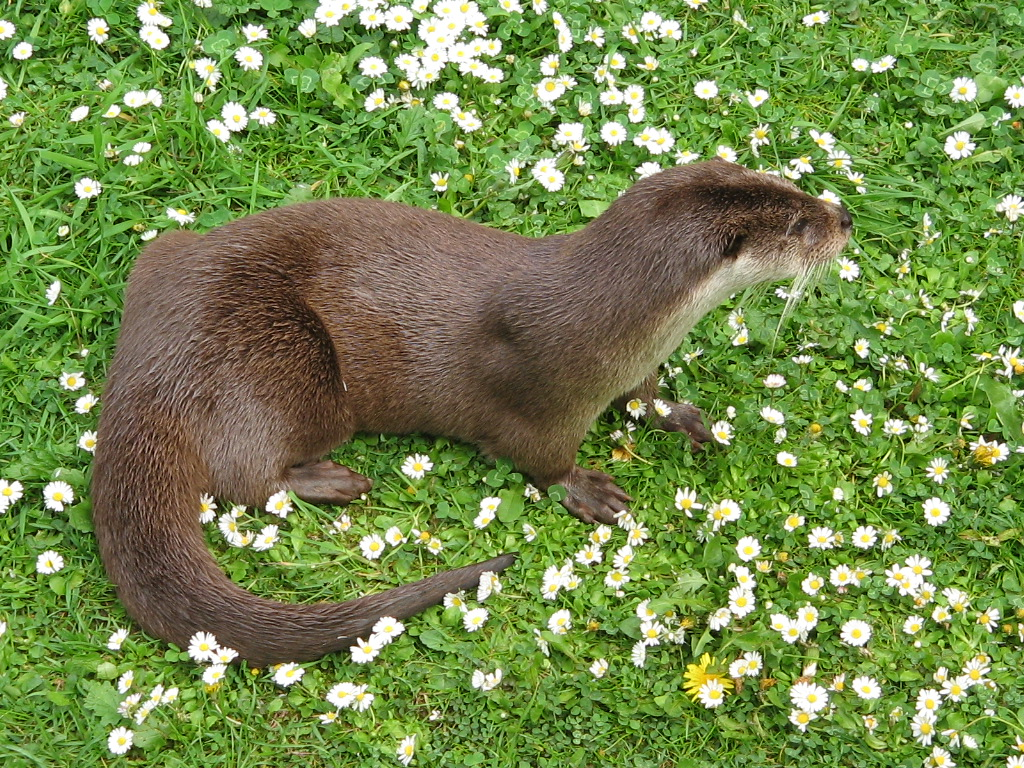
Видра річкова

Види, що об'єднуються в родину куницевих, вельми сильно розрізняються будовою тіла, способом життя і адаптивним пристосуванням до місця існування. До родини входять дрібні (найменші в ряді) або середні хижаки. Довжина тіла від 11 (мала ласка) до 150 см (калан), маса від 25 грамів (ласиця мала) до ≈ 40 кг (калан). Самці в середньому на 25 % більші за самиць. Тіло зазвичай сильно витягнуте, гнучке, рідше відносно коротке, часто масивне (борсук, росомаха). Кінцівки короткі, пальці стопоходячі, п'ятипалі. Кігті не втяжні; у деяких видів між пальцями є шкірні складки (перетинки). Підошви кінцівок покриті волоссям, мають голі подушки, або цілком голі. У калана кінцівки сильно змінені: задні перетворилися на ласти, а на передніх пальці укорочені і сполучені між собою.
Голова зазвичай невелика, на короткій, але дуже рухомій шиї. Очі середніх розмірів, або великі. Вуха маленькі, рідше великі, з округлими вершинами. У представників, що пристосовані до життя у воді (видра, калан), вушні раковини сильно зредуковані. Хутро, як правило, густе, пухнасте, з м'яким підшерстям. Забарвлення хутра різноманітне: однотонне, двобарвне, смугасте, плямисте. Пишнота і густина шерсті сильно змінюються по сезонах; у горностая забарвлення взимку стає білосніжним. Особливі анальні залози виділяють секрет з різким запахом, подібний до секрету скунсів.

##### Череп, зуби

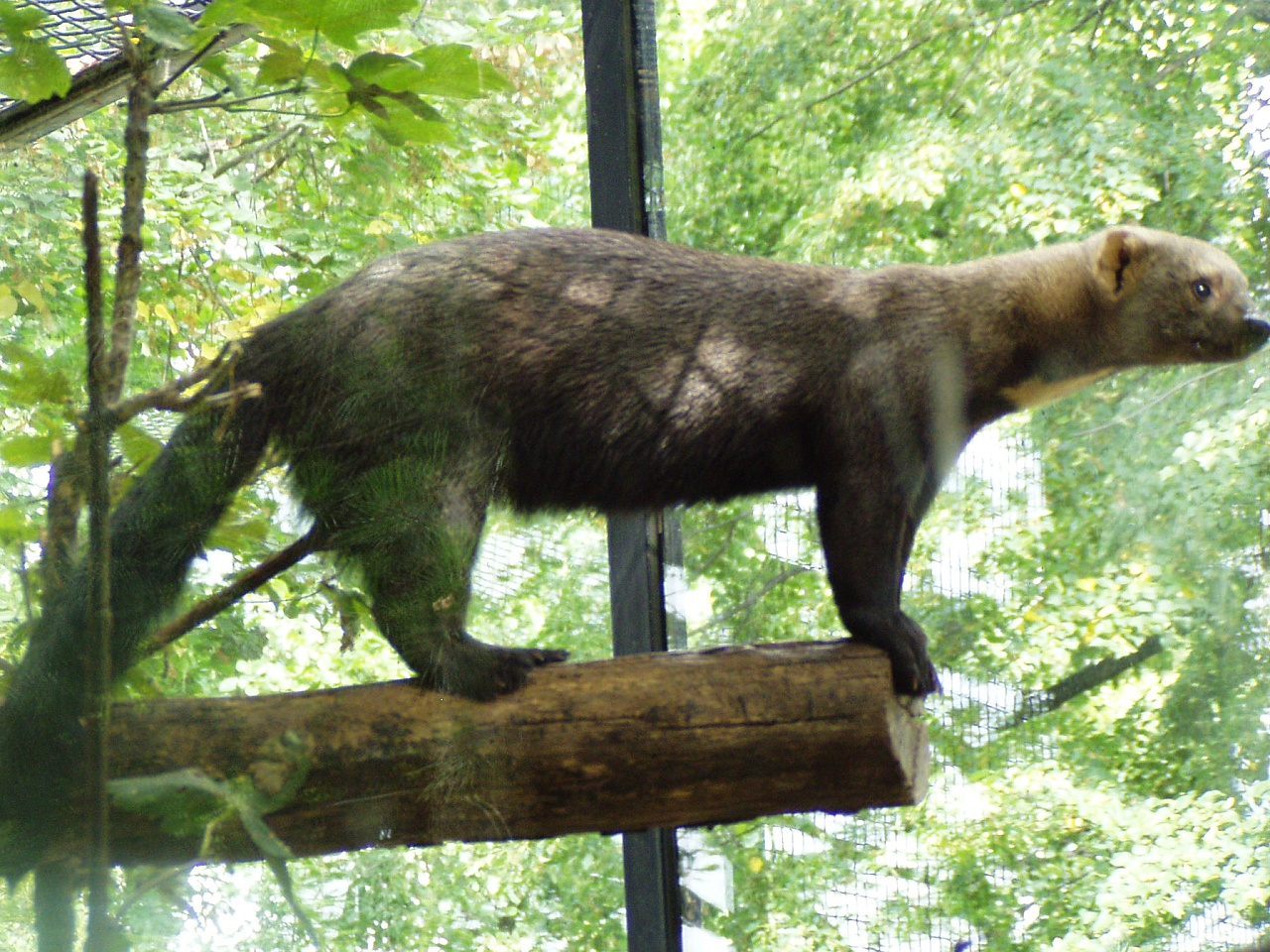
Тайра

Череп невеликий, з укороченим лицевим відділом і роздутою мозковою частиною. У великих форм сильно розвинені гребені на черепі. Очні ямки зазвичай великі. Число зубів значно змінюється у різних родів, головним чином, за рахунок передкутніх і кутніх зубів. Тільки у калана зменшення зубів до 32 відбулося за рахунок редукції пари нижніх різців. Ікла і хижі зуби сильно розвинені. Жувальна поверхня корінних зубів може мати гострі або притуплені вершини. Загальне число зубів 28–38, найчастіше зубна формула така: I 3/3, C 1/1, P 3/3, M 1/2 = 34.

## Розповсюдження
Поширені куницеві дуже широко. Відсутні тільки в Антарктиді, на Фолклендських і Галапагоських островах, острові Мадагаскар, в Ісландії і на деяких островах Вест-Індії, Північного Льодовитого і Тихого океану. Завезені в Австралію і Нову Зеландію.

## Спосіб життя

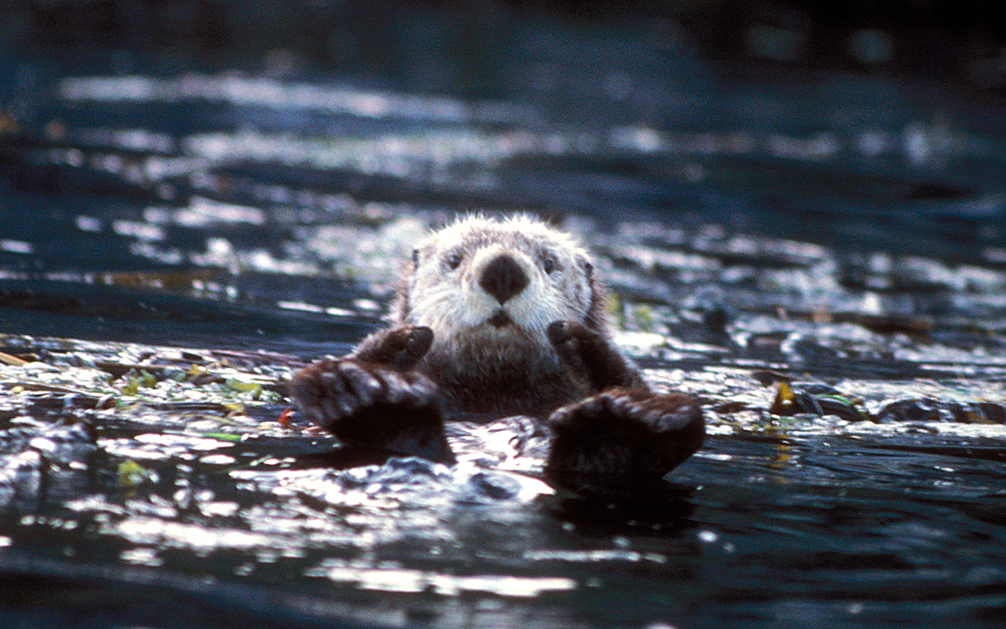
Калан

Серед представників родини є наземні, напівдеревні, напівводні й майже водні форми. Населяють найрізноманітніші ландшафти, зустрічаючись від тундри до пустель і від підніжжя гір до альпійських лугів. Як правило, ведуть одиночний територіальний спосіб життя, іноді тримаються сім'ями і дуже рідко утворюють невеликі групи. Наприклад, на частині свого ареалу борсуки живуть групами з декількох самців і самиць, тоді як в інших популяціях — парами або поодинці.
За характером харчування більшість видів — хижаки, але поїдають і рослинні корми. У деяких є тенденція до всеїдності. Полюють переважно на дрібних ссавців; видри харчуються рибою, ракоподібними і водними безхребетними. Тхори, ласки і росомаха роблять запаси їжі. Зазвичай, куницеві ведуть осілий спосіб життя. Притулком їм служать вириті нори. Активні переважно вночі, частково в сутінки. З органів чуття краще всього розвинений слух, у деяких також нюх.
Більшість видів полігамні. Розмножуються в певний сезон, що зазвичай триває 3–4 місяці. Для багатьох куницевих характерна затримка імплантації ембріона, що триває до 10 місяців (борсук). Сама вагітність триває від 30 до 65 днів. Щороку самиці дають один приплід, в якому буває 1—14 дитинчат. Дитинчата народжуються сліпими й голими; матері піклуються про них до 2 місяців. Статева зрілість у молоді наступає між 8 місяцями і 2 роками. Тривалість життя в природі — від 5 до 20 років.

## Вплив на екосистему
Члени родини роблять помітний вплив на популяції дрібних ссавців, особливо гризунів і птахів. Деякі види (наприклад калан) є одними з основних хижаків в своїх біотопах. Медоїди перебувають у коменсальних відносинах одночасно з людьми і з птахами-воскоїдами (Indicator), за допомогою яких відшукує медоносних бджіл.
Своєю чергою куницеві стають жертвами більших хижаків, як правило, вовчих, а також великих змій, хижих птахів і сов. Деякі види використовують їдкий секрет анальних залоз, щоб відлякувати ворогів, а також застережливе (апосематичне) забарвлення.

## Значення для людини

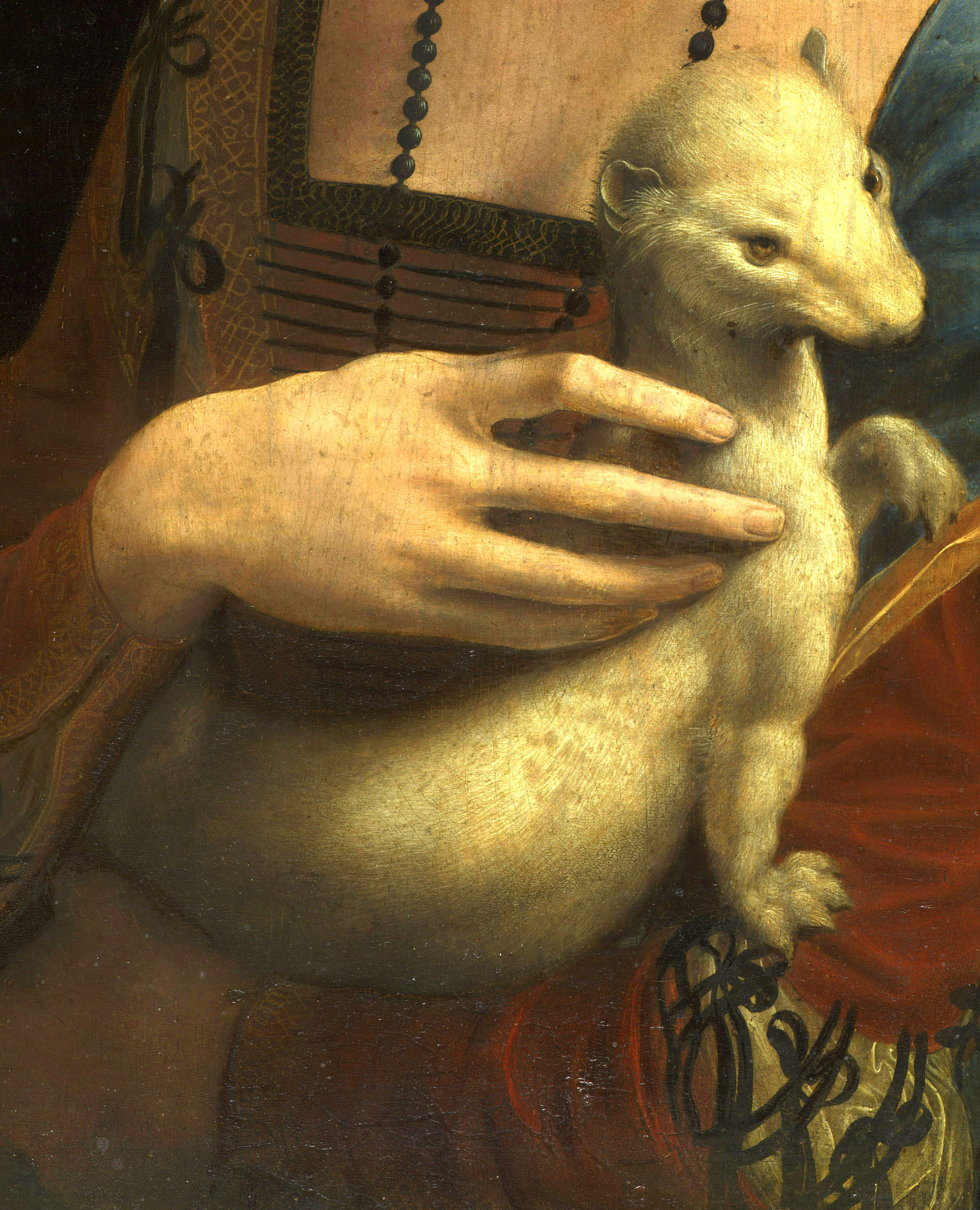
Фрагмент картини Леонардо да Вінчі «Леді з горностаєм» (в дійсності, тхором).

### Промислове значення
Майже всі куницеві мають промислове значення, даючи цінне хутро (особливо куниці, видри, соболь, калан тощо). Служать об'єктами полювання. Найвідомішими є давні промисли на куну (літописну «білу»), а особливо на її тайгову форму з найбільш м'яким хутром — соболя.
Промисловці полюють на кун (у тому числі й соболів) з нарізною зброєю, з псами, які допомагають вишукувати куниць на деревах. На наземних і біляводних горностаєвих полюють переважно капканами з привадою (м'ясо, риба). На видр у давнину полювали взимку біля ополонок, вибираючи для полювання місячні ночі (Тепер полювання у сутінках і темряві заборонене у зв'язку з вимогами техніки безпеки на полюванні).
Деякі види розводять в спеціальних господарствах або акліматизують в природі. Відомі ферми з розведення соболя (вид роду куна, Martes zibellina). Зокрема, в Україні у II пол. XX ст. існувала велика кількість звіроферм, на яких розводили «американську норку» — вид роду Візон (Neovison vison) у зв'язку з величезним попитом на хутро для коштовних «норкових» шуб. За рахунок втеч зі звіроферм у багатьох країнах сформувалися здичавілі популяції цього виду, який помітно потіснив місцеві види дрібних хижих.
Лісовий тхір (Mustela putorius) був одомашнений. Багато видів корисні як винищувачі шкідливих гризунів і комах; окремі м'ясоїдні види можуть завдавати збитку птахівництву, рибництву (видра), мисливському господарству.

### Медичне значення
Деякі види можуть переносити інфекційні хвороби. Так, борсук є одним з переносників бичачого туберкульозу, який передається великій рогатій худобі через його екскременти. Місцями ним заражено до 20 % популяції борсуків. Куницеві також переносять сказ  [Архівовано 4 травня 2014 у Wayback Machine.].

## Охорона

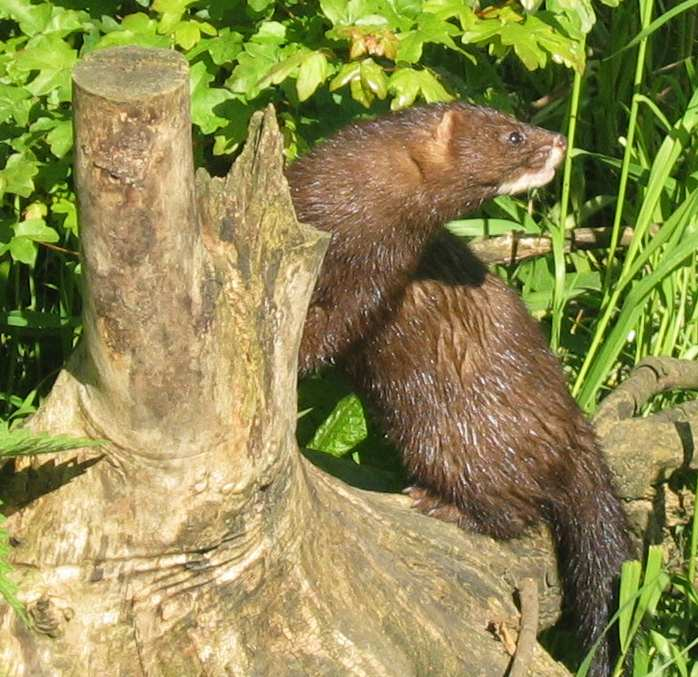
Норка європейська (Mustela lutreola)

В результаті переслідування з боку людини у ряді місць куницеві помітно зменшили свою чисельність і скоротили ареали або зовсім зникли. Приблизно 38 % видів цієї родини занесено до Міжнародної Червоної книги (в середньому, цей показник для ссавців становить 15 %).
Види на межі вимирання:
- Норка європейська (Mustela lutreola),
- Харсун еверетів (Melogale everetti)
- Видра суматранська (Lutra sumatrana)
- Мустела яванська (Mustela lutreolina),
- Лонтра котяча (Lontra felina),
- Лонтра південна (Lontra provocax)
- Калан (Enhydra lutris),
- Гігантська видра (Pteronura brasiliensis).

Деякі види втрачені безповоротно. Морська норка (Neogale macrodon) вимерла вже в історичний час. Тхір чорноногий (Mustela nigripes) вважається видом, вимерлим у дикій природі, хоча робляться спроби його реінтродукувати.

## Класифікація
По числу видів і родів родина куницевих — найчисленніша у ряді хижих. У ній налічується близько 56 видів, які об'єднуються в 21–22 роди і 2 або 4 підродини. Систематика родини остаточно не встановлена. Традиційно до складу родини відносять чотири підродини (Mephitinae, Melinae, Mustelinae, і Lutrinae), але Маккенна і Белл (1997) також визнавали Mellivorinae і Guloninae. Тепер скунсів виділяють в окрему родину скунсових (Mephitidae). До цієї родини також пізніше перенесли рід Mydaus. Положення деяких інших таксонів (наприклад росомахи) також спірно та постійно переглядається.
За останнім зведенням «Види ссавців світу» (2005), сучасна класифікація родини на рівні підродин і родів виглядає так (в дужках — назви родів і видів, зірочками відмічено види, що зустрічаються в Україні  [Архівовано 18 січня 2011 у Wayback Machine.]):
родина Mustelidae Fischer, 1817

### ПідродинаБорсукові— Melinae (s. lato)

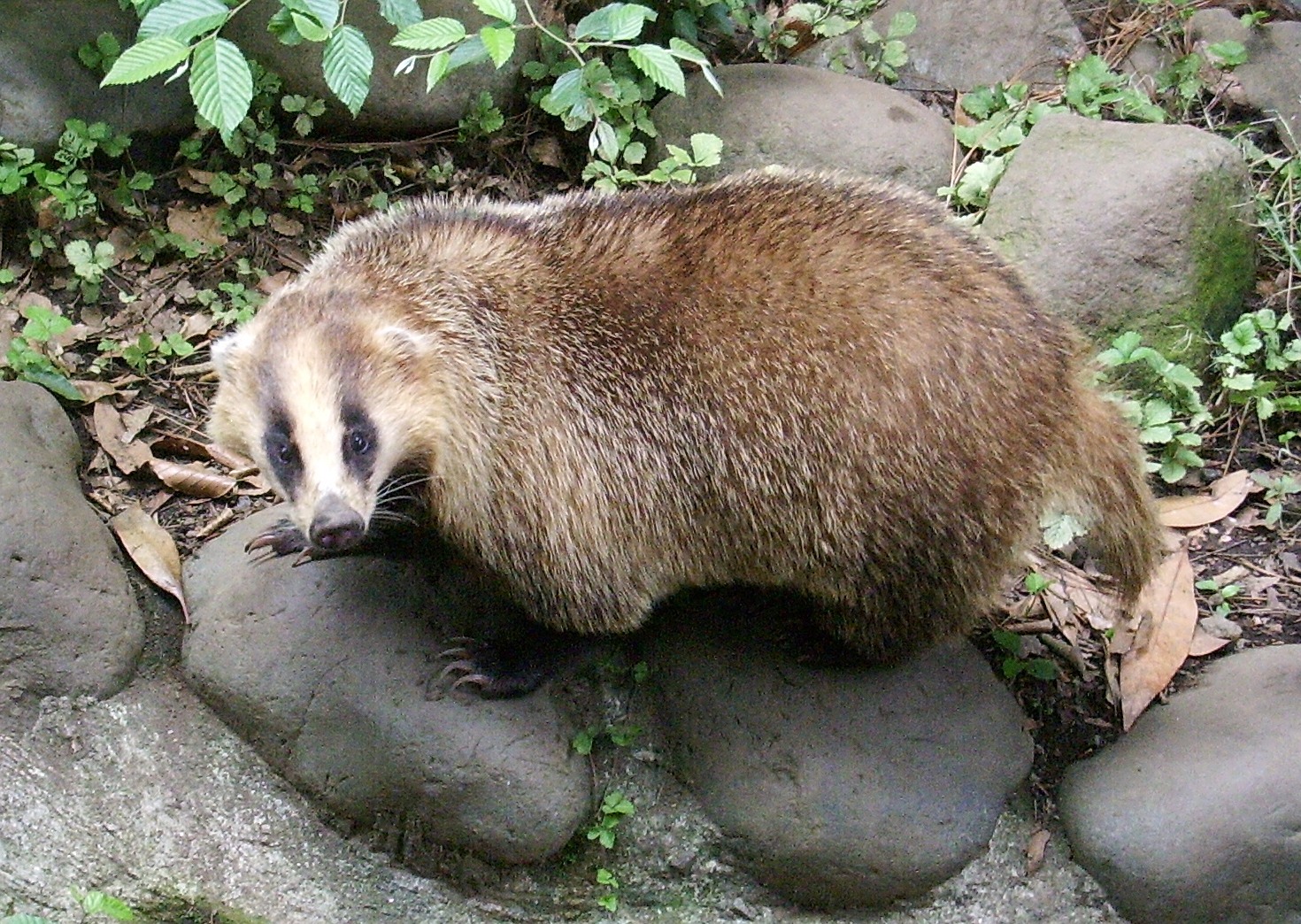
Борсук японський (Meles anakuma)

- група борсуковидих родів (Melinae s. str.)
  - рід Теледу — Arctonyx (collaris)
  - рід Борсук — Meles* (anakuma, leucurus, meles*)

- група медоїдових (Mellivorinae)
  - рід Медоїд — Mellivora (capensis)

- група таксідеєвих (Taxideinae)
  - рід Таксідея — Taxidea (taxus)

- група харсунових (Helictidinae, можливо, в групі Lutrinae-Mustelinae-Martinae)
  - рід Харсун — Melogale (everetti, moschata, orientalis, personata) («тхореві борсуки»)

### ПідродинаМустелові— Mustelinae
- група куновидих родів
  - рід Тайра — Eira (barbara)
  - рід Росомаха — Gulo (gulo)

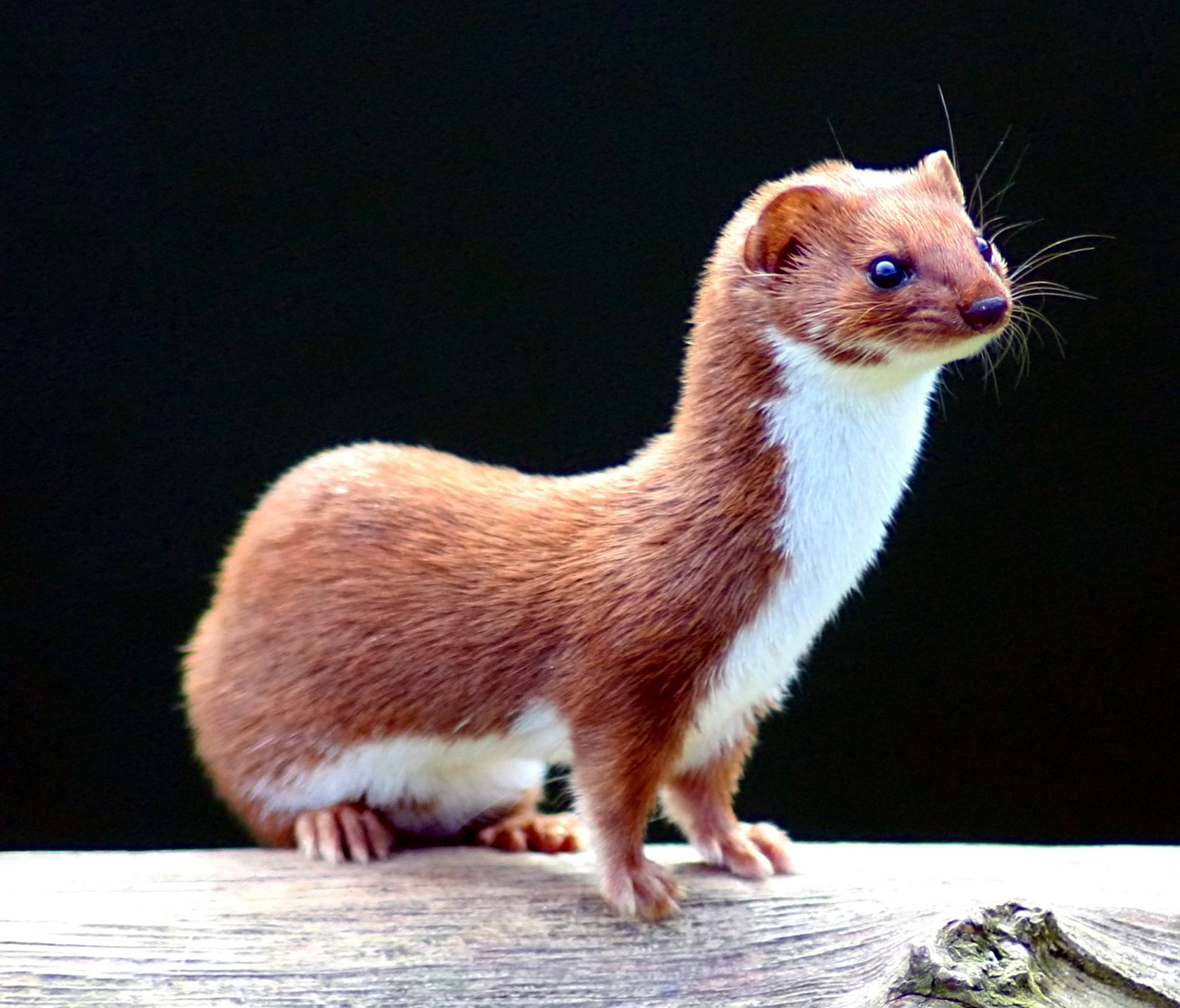
Ласиця (Mustela nivalis)

  - рід Куна — Martes* (americana, flavigula, foina*, gwatkinsii, martes*, melampus, pennanti, zibellina)

- група зориловидих родів (інколи як підродина Galictinae)
  - рід Зорила — Ictonyx (libyca, striatus)
  - рід «Афроласка» — Poecilogale (albinucha) («смугасті ласки»)
  - рід Перегузня — Vormela* (peregusna*)
  - рід Гризон — Galictis (cuja, vittata)

- група горностаєвидих родів
  - рід «Рисезуб» — Lyncodon (patagonicus)
  - рід Мустела — Mustela* (africana, altaica, erminea*, eversmanii*, felipei, frenata, itatsi, kathiah, lutreola*, lutreolina, nigripes, nivalis*, nudipes, putorius*, sibirica, strigidorsa, subpalmata)
  - рід Візон — Neovison* (macrodon, vison*)

### ПідродинаВидрові— Lutrinae

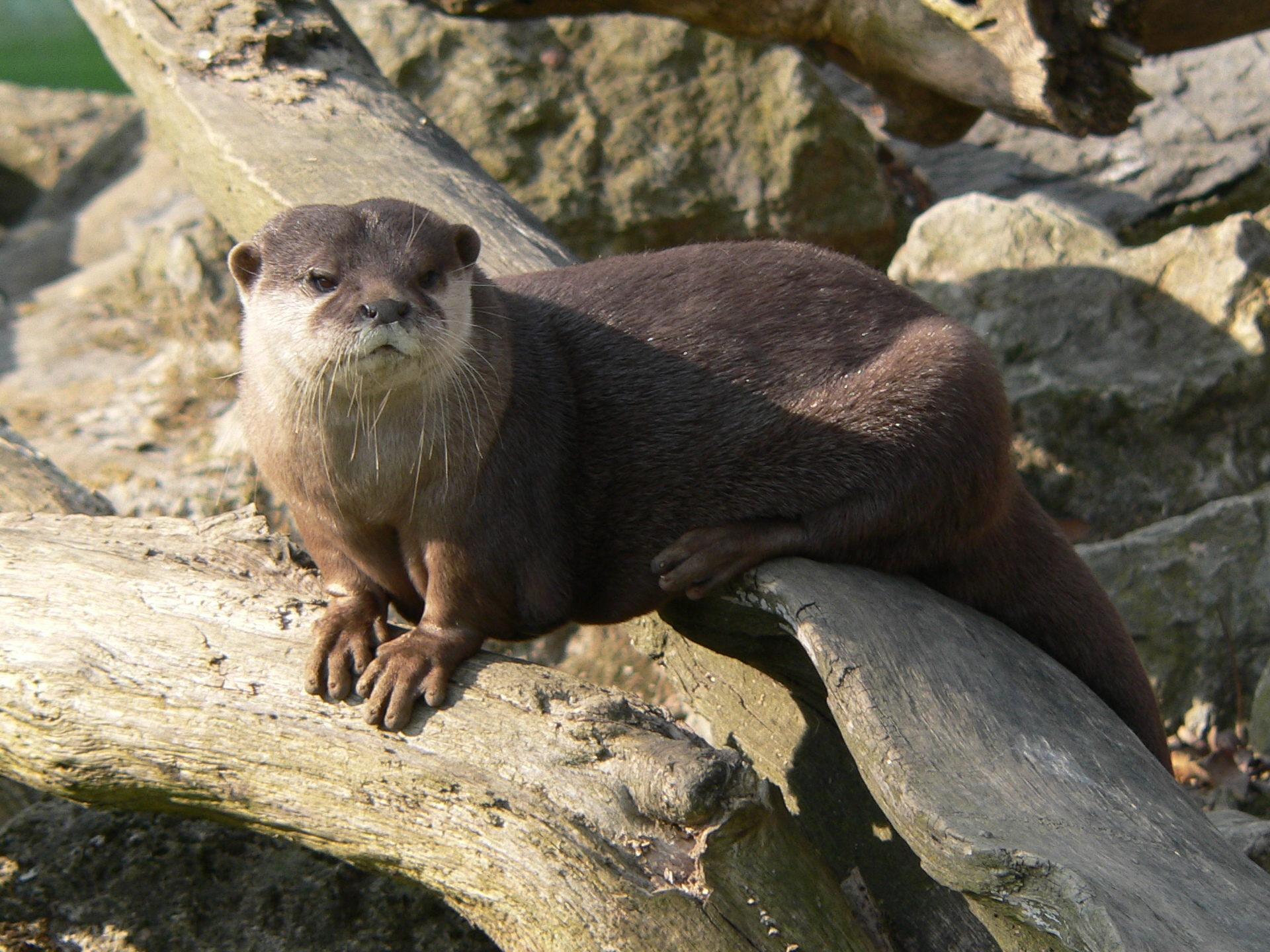
Aonyx cinerea

- - рід Аонікс — Aonyx (capensis, cinerea)
  - рід Калан — Enhydra (lutris)
  - рід Hydrictis (maculicollis)
  - рід Лонтра — Lontra (canadensis, felina, longicaudis, provocax)
  - рід Видра — Lutra* (lutra*, nippon, sumatrana)
  - рід Lutrogale (perspicillata)
  - рід Птеронура — Pteronura (brasiliensis)

### Викопні роди
- Brachypsalis
- Chamitataxus
- Corumictis
- Cyrnaonyx
- Ekorus
- Eomellivora
- Hoplictis
- Megalictis
- Oligobunis
- Plesictis
- Sthenictis
- Teruelictis
- Trochictis

## Систематика за даними генетичного аналізу
За даними генетичного аналізу родину Mustelidae пропонують поділяти на 8 сучасних підродин:
|  | \| \| Lutrinae — 7 сучасних родів \| \| \| \| \| \| Mustela, Neovison (підродина Mustelinae) \| \| \| \| |
|  | |
|  | Galictis, Vormela, Ictonyx, Poecilogale (підродина Galictinae)                                           |
|  | |
|  | Lutrinae — 7 сучасних родів                                                                              |
|  | |
|  | Mustela, Neovison (підродина Mustelinae)                                                                 |
|  | |

|  | Lutrinae — 7 сучасних родів              |
|  |                                          |
|  | Mustela, Neovison (підродина Mustelinae) |
|  |                                          |

|  | \| \| Lutrinae — 7 сучасних родів \| \| \| \| \| \| Mustela, Neovison (підродина Mustelinae) \| \| \| \| |
|  | |
|  | Galictis, Vormela, Ictonyx, Poecilogale (підродина Galictinae)                                           |
|  | |
|  | Lutrinae — 7 сучасних родів                                                                              |
|  | |
|  | Mustela, Neovison (підродина Mustelinae)                                                                 |
|  | |

|  | Lutrinae — 7 сучасних родів              |
|  |                                          |
|  | Mustela, Neovison (підродина Mustelinae) |
|  |                                          |

|  | Eira, Gulo, Martes (підродина Martinae) |
|  |                                         |
|  | Arctonyx, Meles (підродина Melinae)     |
|  |                                         |

|  | \| \| Lutrinae — 7 сучасних родів \| \| \| \| \| \| Mustela, Neovison (підродина Mustelinae) \| \| \| \| |
|  | |
|  | Galictis, Vormela, Ictonyx, Poecilogale (підродина Galictinae)                                           |
|  | |
|  | Lutrinae — 7 сучасних родів                                                                              |
|  | |
|  | Mustela, Neovison (підродина Mustelinae)                                                                 |
|  | |

|  | Lutrinae — 7 сучасних родів              |
|  |                                          |
|  | Mustela, Neovison (підродина Mustelinae) |
|  |                                          |

|  | \| \| Lutrinae — 7 сучасних родів \| \| \| \| \| \| Mustela, Neovison (підродина Mustelinae) \| \| \| \| |
|  | |
|  | Galictis, Vormela, Ictonyx, Poecilogale (підродина Galictinae)                                           |
|  | |
|  | Lutrinae — 7 сучасних родів                                                                              |
|  | |
|  | Mustela, Neovison (підродина Mustelinae)                                                                 |
|  | |

|  | Lutrinae — 7 сучасних родів              |
|  |                                          |
|  | Mustela, Neovison (підродина Mustelinae) |
|  |                                          |

|  | Eira, Gulo, Martes (підродина Martinae) |
|  |                                         |
|  | Arctonyx, Meles (підродина Melinae)     |
|  |                                         |

|  | \| \| Lutrinae — 7 сучасних родів \| \| \| \| \| \| Mustela, Neovison (підродина Mustelinae) \| \| \| \| |
|  | |
|  | Galictis, Vormela, Ictonyx, Poecilogale (підродина Galictinae)                                           |
|  | |
|  | Lutrinae — 7 сучасних родів                                                                              |
|  | |
|  | Mustela, Neovison (підродина Mustelinae)                                                                 |
|  | |

|  | Lutrinae — 7 сучасних родів              |
|  |                                          |
|  | Mustela, Neovison (підродина Mustelinae) |
|  |                                          |

|  | \| \| Lutrinae — 7 сучасних родів \| \| \| \| \| \| Mustela, Neovison (підродина Mustelinae) \| \| \| \| |
|  | |
|  | Galictis, Vormela, Ictonyx, Poecilogale (підродина Galictinae)                                           |
|  | |
|  | Lutrinae — 7 сучасних родів                                                                              |
|  | |
|  | Mustela, Neovison (підродина Mustelinae)                                                                 |
|  | |

|  | Lutrinae — 7 сучасних родів              |
|  |                                          |
|  | Mustela, Neovison (підродина Mustelinae) |
|  |                                          |

|  | Eira, Gulo, Martes (підродина Martinae) |
|  |                                         |
|  | Arctonyx, Meles (підродина Melinae)     |
|  |                                         |

|  | \| \| Lutrinae — 7 сучасних родів \| \| \| \| \| \| Mustela, Neovison (підродина Mustelinae) \| \| \| \| |
|  | |
|  | Galictis, Vormela, Ictonyx, Poecilogale (підродина Galictinae)                                           |
|  | |
|  | Lutrinae — 7 сучасних родів                                                                              |
|  | |
|  | Mustela, Neovison (підродина Mustelinae)                                                                 |
|  | |

|  | Lutrinae — 7 сучасних родів              |
|  |                                          |
|  | Mustela, Neovison (підродина Mustelinae) |
|  |                                          |

|  | \| \| Lutrinae — 7 сучасних родів \| \| \| \| \| \| Mustela, Neovison (підродина Mustelinae) \| \| \| \| |
|  | |
|  | Galictis, Vormela, Ictonyx, Poecilogale (підродина Galictinae)                                           |
|  | |
|  | Lutrinae — 7 сучасних родів                                                                              |
|  | |
|  | Mustela, Neovison (підродина Mustelinae)                                                                 |
|  | |

|  | Lutrinae — 7 сучасних родів              |
|  |                                          |
|  | Mustela, Neovison (підродина Mustelinae) |
|  |                                          |

|  | Eira, Gulo, Martes (підродина Martinae) |
|  |                                         |
|  | Arctonyx, Meles (підродина Melinae)     |
|  |                                         |

|  | \| \| Lutrinae — 7 сучасних родів \| \| \| \| \| \| Mustela, Neovison (підродина Mustelinae) \| \| \| \| |
|  | |
|  | Galictis, Vormela, Ictonyx, Poecilogale (підродина Galictinae)                                           |
|  | |
|  | Lutrinae — 7 сучасних родів                                                                              |
|  | |
|  | Mustela, Neovison (підродина Mustelinae)                                                                 |
|  | |

|  | Lutrinae — 7 сучасних родів              |
|  |                                          |
|  | Mustela, Neovison (підродина Mustelinae) |
|  |                                          |

|  | \| \| Lutrinae — 7 сучасних родів \| \| \| \| \| \| Mustela, Neovison (підродина Mustelinae) \| \| \| \| |
|  | |
|  | Galictis, Vormela, Ictonyx, Poecilogale (підродина Galictinae)                                           |
|  | |
|  | Lutrinae — 7 сучасних родів                                                                              |
|  | |
|  | Mustela, Neovison (підродина Mustelinae)                                                                 |
|  | |

|  | Lutrinae — 7 сучасних родів              |
|  |                                          |
|  | Mustela, Neovison (підродина Mustelinae) |
|  |                                          |

|  | Eira, Gulo, Martes (підродина Martinae) |
|  |                                         |
|  | Arctonyx, Meles (підродина Melinae)     |
|  |                                         |

|  | \| \| Lutrinae — 7 сучасних родів \| \| \| \| \| \| Mustela, Neovison (підродина Mustelinae) \| \| \| \| |
|  | |
|  | Galictis, Vormela, Ictonyx, Poecilogale (підродина Galictinae)                                           |
|  | |
|  | Lutrinae — 7 сучасних родів                                                                              |
|  | |
|  | Mustela, Neovison (підродина Mustelinae)                                                                 |
|  | |

|  | Lutrinae — 7 сучасних родів              |
|  |                                          |
|  | Mustela, Neovison (підродина Mustelinae) |
|  |                                          |

|  | \| \| Lutrinae — 7 сучасних родів \| \| \| \| \| \| Mustela, Neovison (підродина Mustelinae) \| \| \| \| |
|  | |
|  | Galictis, Vormela, Ictonyx, Poecilogale (підродина Galictinae)                                           |
|  | |
|  | Lutrinae — 7 сучасних родів                                                                              |
|  | |
|  | Mustela, Neovison (підродина Mustelinae)                                                                 |
|  | |

|  | Lutrinae — 7 сучасних родів              |
|  |                                          |
|  | Mustela, Neovison (підродина Mustelinae) |
|  |                                          |

|  | Eira, Gulo, Martes (підродина Martinae) |
|  |                                         |
|  | Arctonyx, Meles (підродина Melinae)     |
|  |                                         |

|  | \| \| Lutrinae — 7 сучасних родів \| \| \| \| \| \| Mustela, Neovison (підродина Mustelinae) \| \| \| \| |
|  | |
|  | Galictis, Vormela, Ictonyx, Poecilogale (підродина Galictinae)                                           |
|  | |
|  | Lutrinae — 7 сучасних родів                                                                              |
|  | |
|  | Mustela, Neovison (підродина Mustelinae)                                                                 |
|  | |

|  | Lutrinae — 7 сучасних родів              |
|  |                                          |
|  | Mustela, Neovison (підродина Mustelinae) |
|  |                                          |

|  | \| \| Lutrinae — 7 сучасних родів \| \| \| \| \| \| Mustela, Neovison (підродина Mustelinae) \| \| \| \| |
|  | |
|  | Galictis, Vormela, Ictonyx, Poecilogale (підродина Galictinae)                                           |
|  | |
|  | Lutrinae — 7 сучасних родів                                                                              |
|  | |
|  | Mustela, Neovison (підродина Mustelinae)                                                                 |
|  | |

|  | Lutrinae — 7 сучасних родів              |
|  |                                          |
|  | Mustela, Neovison (підродина Mustelinae) |
|  |                                          |

|  | Eira, Gulo, Martes (підродина Martinae) |
|  |                                         |
|  | Arctonyx, Meles (підродина Melinae)     |
|  |                                         |

|  | \| \| Lutrinae — 7 сучасних родів \| \| \| \| \| \| Mustela, Neovison (підродина Mustelinae) \| \| \| \| |
|  | |
|  | Galictis, Vormela, Ictonyx, Poecilogale (підродина Galictinae)                                           |
|  | |
|  | Lutrinae — 7 сучасних родів                                                                              |
|  | |
|  | Mustela, Neovison (підродина Mustelinae)                                                                 |
|  | |

|  | Lutrinae — 7 сучасних родів              |
|  |                                          |
|  | Mustela, Neovison (підродина Mustelinae) |
|  |                                          |

|  | \| \| Lutrinae — 7 сучасних родів \| \| \| \| \| \| Mustela, Neovison (підродина Mustelinae) \| \| \| \| |
|  | |
|  | Galictis, Vormela, Ictonyx, Poecilogale (підродина Galictinae)                                           |
|  | |
|  | Lutrinae — 7 сучасних родів                                                                              |
|  | |
|  | Mustela, Neovison (підродина Mustelinae)                                                                 |
|  | |

|  | Lutrinae — 7 сучасних родів              |
|  |                                          |
|  | Mustela, Neovison (підродина Mustelinae) |
|  |                                          |

|  | Eira, Gulo, Martes (підродина Martinae) |
|  |                                         |
|  | Arctonyx, Meles (підродина Melinae)     |
|  |                                         |

|  | \| \| Lutrinae — 7 сучасних родів \| \| \| \| \| \| Mustela, Neovison (підродина Mustelinae) \| \| \| \| |
|  | |
|  | Galictis, Vormela, Ictonyx, Poecilogale (підродина Galictinae)                                           |
|  | |
|  | Lutrinae — 7 сучасних родів                                                                              |
|  | |
|  | Mustela, Neovison (підродина Mustelinae)                                                                 |
|  | |

|  | Lutrinae — 7 сучасних родів              |
|  |                                          |
|  | Mustela, Neovison (підродина Mustelinae) |
|  |                                          |

|  | \| \| Lutrinae — 7 сучасних родів \| \| \| \| \| \| Mustela, Neovison (підродина Mustelinae) \| \| \| \| |
|  | |
|  | Galictis, Vormela, Ictonyx, Poecilogale (підродина Galictinae)                                           |
|  | |
|  | Lutrinae — 7 сучасних родів                                                                              |
|  | |
|  | Mustela, Neovison (підродина Mustelinae)                                                                 |
|  | |

|  | Lutrinae — 7 сучасних родів              |
|  |                                          |
|  | Mustela, Neovison (підродина Mustelinae) |
|  |                                          |

|  | Eira, Gulo, Martes (підродина Martinae) |
|  |                                         |
|  | Arctonyx, Meles (підродина Melinae)     |
|  |                                         |

|  | \| \| Lutrinae — 7 сучасних родів \| \| \| \| \| \| Mustela, Neovison (підродина Mustelinae) \| \| \| \| |
|  | |
|  | Galictis, Vormela, Ictonyx, Poecilogale (підродина Galictinae)                                           |
|  | |
|  | Lutrinae — 7 сучасних родів                                                                              |
|  | |
|  | Mustela, Neovison (підродина Mustelinae)                                                                 |
|  | |

|  | Lutrinae — 7 сучасних родів              |
|  |                                          |
|  | Mustela, Neovison (підродина Mustelinae) |
|  |                                          |

|  | \| \| Lutrinae — 7 сучасних родів \| \| \| \| \| \| Mustela, Neovison (підродина Mustelinae) \| \| \| \| |
|  | |
|  | Galictis, Vormela, Ictonyx, Poecilogale (підродина Galictinae)                                           |
|  | |
|  | Lutrinae — 7 сучасних родів                                                                              |
|  | |
|  | Mustela, Neovison (підродина Mustelinae)                                                                 |
|  | |

|  | Lutrinae — 7 сучасних родів              |
|  |                                          |
|  | Mustela, Neovison (підродина Mustelinae) |
|  |                                          |

|  | Eira, Gulo, Martes (підродина Martinae) |
|  |                                         |
|  | Arctonyx, Meles (підродина Melinae)     |
|  |                                         |

|  | \| \| Lutrinae — 7 сучасних родів \| \| \| \| \| \| Mustela, Neovison (підродина Mustelinae) \| \| \| \| |
|  | |
|  | Galictis, Vormela, Ictonyx, Poecilogale (підродина Galictinae)                                           |
|  | |
|  | Lutrinae — 7 сучасних родів                                                                              |
|  | |
|  | Mustela, Neovison (підродина Mustelinae)                                                                 |
|  | |

|  | Lutrinae — 7 сучасних родів              |
|  |                                          |
|  | Mustela, Neovison (підродина Mustelinae) |
|  |                                          |

|  | \| \| Lutrinae — 7 сучасних родів \| \| \| \| \| \| Mustela, Neovison (підродина Mustelinae) \| \| \| \| |
|  | |
|  | Galictis, Vormela, Ictonyx, Poecilogale (підродина Galictinae)                                           |
|  | |
|  | Lutrinae — 7 сучасних родів                                                                              |
|  | |
|  | Mustela, Neovison (підродина Mustelinae)                                                                 |
|  | |

|  | Lutrinae — 7 сучасних родів              |
|  |                                          |
|  | Mustela, Neovison (підродина Mustelinae) |
|  |                                          |

|  | Eira, Gulo, Martes (підродина Martinae) |
|  |                                         |
|  | Arctonyx, Meles (підродина Melinae)     |
|  |                                         |

|  | \| \| Lutrinae — 7 сучасних родів \| \| \| \| \| \| Mustela, Neovison (підродина Mustelinae) \| \| \| \| |
|  | |
|  | Galictis, Vormela, Ictonyx, Poecilogale (підродина Galictinae)                                           |
|  | |
|  | Lutrinae — 7 сучасних родів                                                                              |
|  | |
|  | Mustela, Neovison (підродина Mustelinae)                                                                 |
|  | |

|  | Lutrinae — 7 сучасних родів              |
|  |                                          |
|  | Mustela, Neovison (підродина Mustelinae) |
|  |                                          |

|  | \| \| Lutrinae — 7 сучасних родів \| \| \| \| \| \| Mustela, Neovison (підродина Mustelinae) \| \| \| \| |
|  | |
|  | Galictis, Vormela, Ictonyx, Poecilogale (підродина Galictinae)                                           |
|  | |
|  | Lutrinae — 7 сучасних родів                                                                              |
|  | |
|  | Mustela, Neovison (підродина Mustelinae)                                                                 |
|  | |

|  | Lutrinae — 7 сучасних родів              |
|  |                                          |
|  | Mustela, Neovison (підродина Mustelinae) |
|  |                                          |

|  | Eira, Gulo, Martes (підродина Martinae) |
|  |                                         |
|  | Arctonyx, Meles (підродина Melinae)     |
|  |                                         |

|  | \| \| Lutrinae — 7 сучасних родів \| \| \| \| \| \| Mustela, Neovison (підродина Mustelinae) \| \| \| \| |
|  | |
|  | Galictis, Vormela, Ictonyx, Poecilogale (підродина Galictinae)                                           |
|  | |
|  | Lutrinae — 7 сучасних родів                                                                              |
|  | |
|  | Mustela, Neovison (підродина Mustelinae)                                                                 |
|  | |

|  | Lutrinae — 7 сучасних родів              |
|  |                                          |
|  | Mustela, Neovison (підродина Mustelinae) |
|  |                                          |

|  | \| \| Lutrinae — 7 сучасних родів \| \| \| \| \| \| Mustela, Neovison (підродина Mustelinae) \| \| \| \| |
|  | |
|  | Galictis, Vormela, Ictonyx, Poecilogale (підродина Galictinae)                                           |
|  | |
|  | Lutrinae — 7 сучасних родів                                                                              |
|  | |
|  | Mustela, Neovison (підродина Mustelinae)                                                                 |
|  | |

|  | Lutrinae — 7 сучасних родів              |
|  |                                          |
|  | Mustela, Neovison (підродина Mustelinae) |
|  |                                          |

|  | Eira, Gulo, Martes (підродина Martinae) |
|  |                                         |
|  | Arctonyx, Meles (підродина Melinae)     |
|  |                                         |

|  | \| \| Lutrinae — 7 сучасних родів \| \| \| \| \| \| Mustela, Neovison (підродина Mustelinae) \| \| \| \| |
|  | |
|  | Galictis, Vormela, Ictonyx, Poecilogale (підродина Galictinae)                                           |
|  | |
|  | Lutrinae — 7 сучасних родів                                                                              |
|  | |
|  | Mustela, Neovison (підродина Mustelinae)                                                                 |
|  | |

|  | Lutrinae — 7 сучасних родів              |
|  |                                          |
|  | Mustela, Neovison (підродина Mustelinae) |
|  |                                          |

|  | \| \| Lutrinae — 7 сучасних родів \| \| \| \| \| \| Mustela, Neovison (підродина Mustelinae) \| \| \| \| |
|  | |
|  | Galictis, Vormela, Ictonyx, Poecilogale (підродина Galictinae)                                           |
|  | |
|  | Lutrinae — 7 сучасних родів                                                                              |
|  | |
|  | Mustela, Neovison (підродина Mustelinae)                                                                 |
|  | |

|  | Lutrinae — 7 сучасних родів              |
|  |                                          |
|  | Mustela, Neovison (підродина Mustelinae) |
|  |                                          |

|  | Eira, Gulo, Martes (підродина Martinae) |
|  |                                         |
|  | Arctonyx, Meles (підродина Melinae)     |
|  |                                         |

|  | \| \| Lutrinae — 7 сучасних родів \| \| \| \| \| \| Mustela, Neovison (підродина Mustelinae) \| \| \| \| |
|  | |
|  | Galictis, Vormela, Ictonyx, Poecilogale (підродина Galictinae)                                           |
|  | |
|  | Lutrinae — 7 сучасних родів                                                                              |
|  | |
|  | Mustela, Neovison (підродина Mustelinae)                                                                 |
|  | |

|  | Lutrinae — 7 сучасних родів              |
|  |                                          |
|  | Mustela, Neovison (підродина Mustelinae) |
|  |                                          |

|  | \| \| Lutrinae — 7 сучасних родів \| \| \| \| \| \| Mustela, Neovison (підродина Mustelinae) \| \| \| \| |
|  | |
|  | Galictis, Vormela, Ictonyx, Poecilogale (підродина Galictinae)                                           |
|  | |
|  | Lutrinae — 7 сучасних родів                                                                              |
|  | |
|  | Mustela, Neovison (підродина Mustelinae)                                                                 |
|  | |

|  | Lutrinae — 7 сучасних родів              |
|  |                                          |
|  | Mustela, Neovison (підродина Mustelinae) |
|  |                                          |

|  | Eira, Gulo, Martes (підродина Martinae) |
|  |                                         |
|  | Arctonyx, Meles (підродина Melinae)     |
|  |                                         |

|  | \| \| Lutrinae — 7 сучасних родів \| \| \| \| \| \| Mustela, Neovison (підродина Mustelinae) \| \| \| \| |
|  | |
|  | Galictis, Vormela, Ictonyx, Poecilogale (підродина Galictinae)                                           |
|  | |
|  | Lutrinae — 7 сучасних родів                                                                              |
|  | |
|  | Mustela, Neovison (підродина Mustelinae)                                                                 |
|  | |

|  | Lutrinae — 7 сучасних родів              |
|  |                                          |
|  | Mustela, Neovison (підродина Mustelinae) |
|  |                                          |

|  | \| \| Lutrinae — 7 сучасних родів \| \| \| \| \| \| Mustela, Neovison (підродина Mustelinae) \| \| \| \| |
|  | |
|  | Galictis, Vormela, Ictonyx, Poecilogale (підродина Galictinae)                                           |
|  | |
|  | Lutrinae — 7 сучасних родів                                                                              |
|  | |
|  | Mustela, Neovison (підродина Mustelinae)                                                                 |
|  | |

|  | Lutrinae — 7 сучасних родів              |
|  |                                          |
|  | Mustela, Neovison (підродина Mustelinae) |
|  |                                          |

|  | Eira, Gulo, Martes (підродина Martinae) |
|  |                                         |
|  | Arctonyx, Meles (підродина Melinae)     |
|  |                                         |